# Andrea Provana (sous-marin, 1938)
Pour les articles homonymes, voir Andrea Provana (sous-marin).
Le Andrea Provana (fanion « PR ») est un sous-marin italien  de la classe Marcello, construit à la fin des années 1930 pour la Marine royale italienne.
Le nom du sous-marin est un hommage à Andrea Provana di Leinì (1511-1592) qui était un homme d'État italien et chef militaire des États de Savoie . Il a été capitaine de la flotte de la Savoie à la bataille de Lépante.

## Conception et description
Les sous-marins de la classe Marcello ont été conçus comme des versions améliorées de la précédente classe Glauco. Ils ont un déplacement de 1 043 tonnes en surface et 1 290 tonnes en immersion. Les sous-marins mesuraient 73 mètres de long, avaient une largeur de 7,19 mètres et un tirant d'eau de 5,1 mètres.
Pour la navigation de surface, les sous-marins étaient propulsés par deux moteurs diesel de 1 800 cv (1 342 kW), chacun entraînant un arbre d'hélice. En immersion, chaque hélice était entraînée par un moteur électrique de 550 chevaux-vapeur (410 kW). Ils pouvaient atteindre 17,4 nœuds (32,2 km/h) en surface et 8 nœuds (15 km/h) sous l'eau. En surface, la classe Marcello avait une autonomie de 7 500 milles nautiques (13 900 km) à 9,4 nœuds (17,4 km/h), en immersion, elle avait une autonomie de 120 milles nautiques (220 km) à 3 nœuds (5,6 km/h).
Les sous-marins étaient armés de huit tubes lance-torpilles internes de 53,3 cm, quatre à l'avant et quatre à l'arrière. Une recharge était arrimée pour chaque tube, ce qui leur donnait un total de seize torpilles. Ils étaient également armés de deux canons de pont de 100 mm et de quatre mitrailleuses de 13,2 mm pour le combat en surface.

## Construction et mise en service
Le Andrea Provana est construit par le chantier naval Cantieri Riuniti dell'Adriatico (CRDA) de Monfalcone en Italie, et mis sur cale le 3 février 1937. Il est lancé le 16 mars 1938 et est achevé et mis en service le 25 juin 1938. Il est commissionné le même jour dans la Regia Marina.

## Histoire du service
Une fois livré à la Regia Marina, il a été affecté au 21e escadron de sous-marins basé à Naples.
Le 5 juin 1940, alors que l'Italie était sur le point d'entrer en guerre, il fut envoyé de Naples sous le commandement du capitaine de corvette Ugo Botti pour naviguer au large des côtes d'Afrique du Nord.
Vers 16 heures le 17 juin 1940, à environ quatre-vingts milles nautiques d'Oran, il aperçoit le convoi français "IR2F" (naviguant d'Oran à Marseille): cinq transports escortés par les torpilleurs Commandant Bory et La Curieuse. À environ 1 800 mètres, le sous-marin lance deux torpilles qui ont manqué, mais l'une d'entre elles a manqué La Curieuse de moins de 200 mètres. Sur la base du sillage de la torpille (et peut-être aussi des bulles d'air s'échappant des tubes de torpille du Provana), le torpilleur, avec l'unité de section, a déterminé la position du sous-marin et a commencé à le bombarder lourdement avec des grenades sous-marines.
Pour éviter la destruction du sous-marin avec tout son équipage, et peut-être aussi pour essayer de repousser les unités françaises, la seule solution était de faire surface et de combattre avec des canons; ce qui fut fait mais, au moment où le Provana commença à faire surface, le La Curieuse arriva et était sur le point de larguer des charges de profondeurs et, vu la grande vitesse du navire français, rien ne pouvait être fait. Le sous-marin italien, coupé en deux par la violence de l'impact, a coulé en quelques instants avec tout son équipage de 62 hommes (8 officiers et 54 sous-officiers et marins).
En mémoire du Commandant Botti a été conférée la première médaille d'or pour la valeur militaire d'un sous-marinier italien pendant la Seconde Guerre mondiale,,.
Lors de cette mission, le Provana avait parcouru 1 180 milles nautiques en surface et 214 milles nautiques sous l'eau.